# الحفر، سوریه
الحفر (به عربی: الحفر) یک روستا در سوریه است که در استان حمص واقع شده‌است. الحفر ۵۸۹ نفر جمعیت دارد.